# Nyssodrysilla lineata
Nyssodrysilla lineata är en skalbaggsart som beskrevs av Gilmour 1962. Nyssodrysilla lineata ingår i släktet Nyssodrysilla och familjen långhorningar. Inga underarter finns listade i Catalogue of Life.